# Winter-Universiade 1968/Eishockey
Bei der Winter-Universiade 1968 wurde ein Männerturnier im Eishockey ausgetragen.

## Bilanz

### Medaillenspiegel
| Platz  | Land             | Gold | Silber | Bronze | Gesamt |
| ------ | ---------------- | ---- | ------ | ------ | ------ |
| 1      | Sowjetunion      | 1    | –      | –      | 1      |
| 2      | Tschechoslowakei | –    | 1      | –      | 1      |
| 3      | Kanada           | –    | –      | 1      | 1      |
| Gesamt | Gesamt           | 1    | 1      | 1      | 3      |

### Medaillengewinner
| Disziplin | Gold | Silber | Bronze |
| --------- | --- | --- | --- |
| Männer    | SowjetunionNikolai Kulkow Nikolai Tolstikow Stanislaw Schegolow Wladimir Merinow Alexei Boginow Wladimir Aljoschin Alexei Makarow Walentin Kosin Igor Tusik Alexander Striganow Juris Reps Sergei Serebrjakow Wladimir Schadrin Alexander Schoman Juri Tschitschurin Anatoli Belonoschkin Wladimir Jursinow | TschechoslowakeiPavel Wohl Marcel Sakáč Jan Eysselt Milan Štrbík Pavel Bačiak Jan Trnka Pavel Volek Petr Brdička Václav Libora Josef Ulrych Petr Podlaha Karel Ruml Ján Biely Marián Mihók Peter Staroň Marek Sýkora | KanadaJohn Wrigley Peter Adamson Jim Miles Peter Speyer Bob Hamilton Brian Jones Gordon Cunningham Paul Laurent Ward Passi Don Fuller Murray Sroud Bob McClelland Mike Riddell Brian St. John John Gordon Paul McCann Terry Parsons |